# Whitsand Bay
Whitsand Bay est une baie située au sud-est des Cornouailles en Angleterre au Royaume-Uni. Elle s’étend de Rame Head à l'est jusqu’à Portwrinkle à l'ouest. Elle est caractérisée par de hautes falaises abruptes, des paysages spectaculaires et de longues étendues de plages de sable. Le South West Coast Path s’étend sur toute la longueur de la baie.

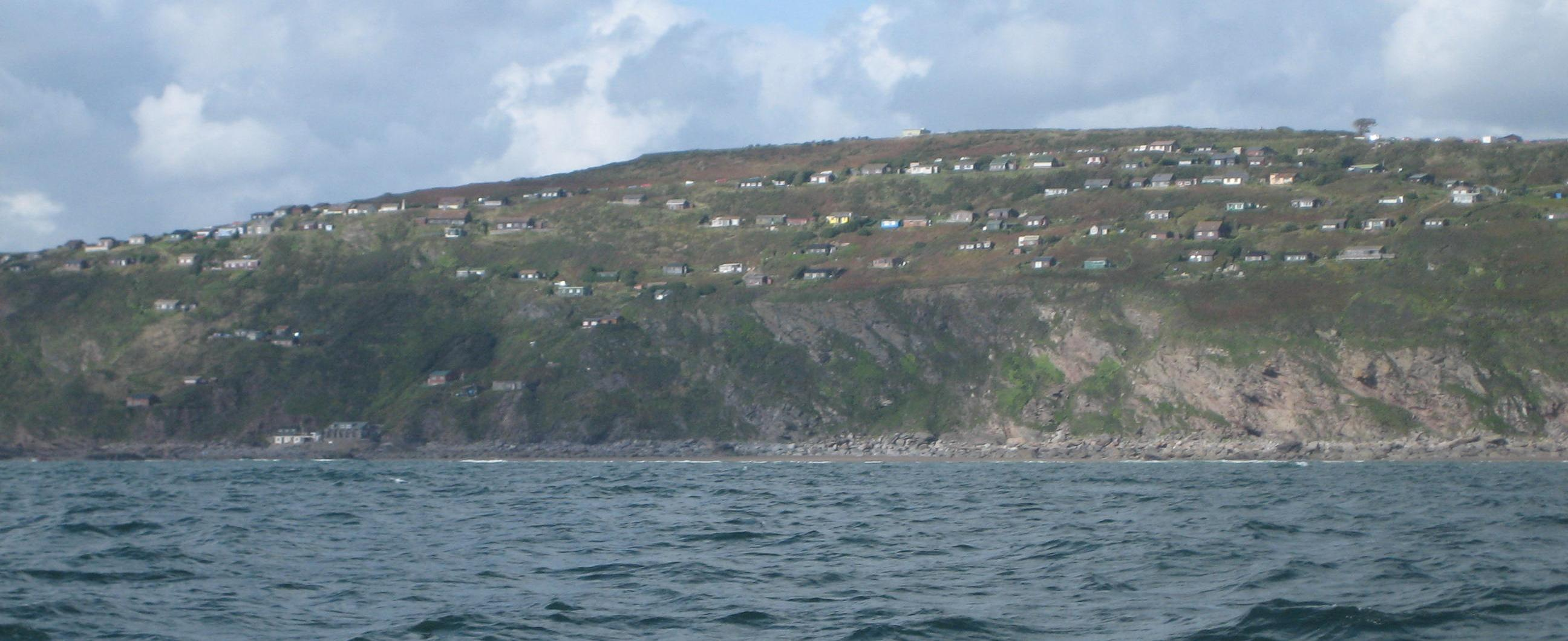
Cabanes de vacances sur la colline

La baie est dominée par Rame Head, une colline en forme de cône avec les ruines d'une chapelle du XIVe siècle dédiée à Saint Michel au sommet. L’anse Polhawn Cove est une plage rugueuse, composée de rochers tranchants, de gravier et d’une zone de sable dégagée. À l'ouest de Captain Blake's Point, de longues étendues de sable sont entrecoupées de promontoires rocheux et de petites baies, dont beaucoup sont inaccessibles à marée haute. Les villages de vacances de Freathy et Tregonhawke sont construits sur des terrasses sur les falaises.
Il y a un champ de tir du ministère de la Défense britannique entre le fort Tregantle, à l’extrémité ouest de la baie, et les falaises de Trethill près de Portwrinkle. Cette zone est fermée pendant la pratique de tir.
Whitsand Bay est un site de plongée populaire et en 2004, l'ancienne frégate de la Royal Navy HMS Scylla y a été sabordée pour former un nouveau récif sous-marin. Le Scylla a été coulé près d’une épave existante de la Seconde Guerre mondiale, le Liberty ship James Eagan Layne.